# Rio Doce (kommun)
Rio Doce är en kommun i Brasilien.   Den ligger i delstaten Minas Gerais, i den sydöstra delen av landet, 700 km sydost om huvudstaden Brasília. Antalet invånare är 2 468. Arean är 112 kvadratkilometer.
Terrängen i Rio Doce är huvudsakligen lite kuperad.
Omgivningarna runt Rio Doce är huvudsakligen savann. Runt Rio Doce är det glesbefolkat, med 19 invånare per kvadratkilometer.